# سان خوان، کلانشهر مانیل
سان خوان، کلانشهر مانیل (به لاتین: San Juan, Metro Manila) یک سکونتگاه مسکونی در فیلیپین است که در کلانشهر مانیل واقع شده‌است.

## خصوصیات
سان خوان ۵٫۹۵ کیلومترمربع مساحت و ۱۲۱٬۴۳۰ نفر جمعیت دارد و ۱۷٫۰ متر بالاتر از سطح دریا واقع شده‌است.

## خواهرخوانده
شهر سنتا باربارا، کالیفرنیا خواهرخواندهٔ سان خوان، کلانشهر مانیل هست.